# كويزي باهت
كويزي باهت (الاسم العلمي: Cantharellus pallens) هو نوع من الفطريات يتبع جنس الكويزي من فصيلة الكويزية.